# 뷰티풀 데이즈 (영화)
"뷰티풀 데이즈"는 2018년 개봉한 대한민국의 영화이다.

## 캐스팅
- 이나영 : 엄마 역
- 장동윤 : 젠첸 역
- 오광록 : 젠첸 아버지 역
- 이유준 : 황 사장 역
- 서현우 : 엄마 애인 역
- 김덕주 : 젠첸 할머니 역
- 박창희 : 젠첸 할아버지 역
- 설우형 : 어린 젠첸 역
- 이문빈 : 룸메이트 역
- 곽진 : 대학교수 역
- 최지안 : 도우미 역
- 윤광윤 : 바 손님 역
- 김아라 : 엄마룸메이트 역
- 정준화 : 직장동료 역
- 유준서 : 아이 역
- 이정준 : 중국인만취손님 역
- 김현주 : 매장판매원 역
- 이정은 : 한국인버스기사 역
- 이기훈 : 중국인버스기사 / 주방장 역
- 김현우 : 중국터미널남 역
- 전성모 : 공항남 역
- 이태규 : 클럽취객남 역
- 이강우 : 고기집종업원 역
- 고영상 : 거래남 역

## 영화 정보
- "뷰티풀 데이즈"는 2018년 제23회 부산국제영화제 개막작으로 상영되었다. 개막식에는 윤재호 감독과 배우 이나영, 장동윤, 오광록, 이유준, 서현우가 레드카펫 행사에 찹석하였다.[1]
- 2018년 11월 21일 개봉된 "뷰티풀 데이즈"는 개봉 첫날 142개 스크린에서 290회 상영되어 1494명의 관객이 들었다. 최종관객 수는 7345명이다.[2]

## 같이 보기
- 2018년 대한민국의 영화 목록